# نیویورک پست
نیویورک پست (به انگلیسی: New York Post) سیزدهمین روزنامه قدیمی ایالات متحده آمریکا است که به‌عنوان قدیمی‌ترین روزنامه‌ای که به‌طور پیوسته منتشر می‌شود شناخته شده‌ است، هرچند به دلیل اعتراض‌های کاری مانند سایر مطبوعات با وقفه‌هایی روبرو بوده‌است.
نیویورک پست در سال ۱۸۰۱ توسط الکساندر همیلتون بنیان گذاشته شد. این روزنامه به ویراستاری ویلیام کالن براینت مشهورترین ویراستار قرن نوزدهم معتبرترین روزنامه عمومی شد. از سال ۱۹۹۳ تحت مالکیت ابرشرکت نوز (تا ۲۰۱۳) متعلق به روپرت مرداک درآمد، او پیش از این نیز بین سال‌های ۱۹۷۶ تا ۱۹۸۸ مالک این روزنامه بود. نیویورک پست، ششمین روزنامه پرفروش در آمریکا است. دفتر روزنامه در خیابان ششم منهتن نیویورک جای دارد. نیویورک پست به عنوان یک نشریهٔ راست‌گرا و مخالف با جناح چپ شناخته می‌شود.